# Sokar
Sokar est un dérivé du dieu de la mythologie égyptienne, Sokaris. Ce dieu est appelé ainsi lorsqu'il a fusionné avec deux autres dieux chtoniens, Osiris et Ptah. Sokaris garde alors sa forme originale tout en prenant les attributs des deux illustres dieux et s'appelle alors Ptah-Sokar-Osiris.